# بريان كونستانت
بريان كونستانت (بالفرنسية: Bryan Constant)‏ (27 مارس 1994 في فرنسا - ) هو لاعب كرة قدم فرنسي في مركز الوسط. شارك مع منتخب فرنسا تحت 18 سنة لكرة القدم ومنتخب فرنسا تحت 19 سنة لكرة القدم. أما مع النوادي، فقد لعب مع نادي فريجوس ونادي نيس.

## روابط خارجية
- بريان كونستانت على موقع قاعدة بيانات كرة القدم.إي يو (الإنجليزية)
- بريان كونستانت على موقع Soccerbase.com (لاعب) (الإنجليزية)
- بريان كونستانت على موقع Soccerway.com (الإنجليزية)
- بريان كونستانت على موقع عالم كرة القدم.نت (الإنجليزية)
- بريان كونستانت على موقع AS.com (الإسبانية)